# Чимего
Чимего (итал. Cimego) је насеље у Италији у округу Тренто, региону Трентино-Јужни Тирол.
Према процени из 2011. у насељу је живело 376 становника. Насеље се налази на надморској висини од 533 м.

## Становништво
Према резултатима пописа становништва 2011. у општини је живело 409 становника.
| 1931. | 1936. | 1951. | 1961. | 1971. | 1981. | 1991. | 2001. | 2011. |
| ----- | ----- | ----- | ----- | ----- | ----- | ----- | ----- | ----- |
| 574   | 559   | 507   | 522   | 468   | 412   | 399   | 407   | 409   |